# Harcosok Klubja (online politikai befolyásolási program)
A Fidesz által 2025 májusában bejelentett Harcosok Klubja egy magyarországi politikai kezdeményezés, amelynek hivatalos célja a kormánypárt online jelenlétének erősítése és támogatóinak mozgósítása a TISZA párt ellen.  A névválasztás Chuck Palahniuk azonos című, anarchista tematikájú kultuszregényére és annak filmadaptációjára utal, a mögöttes történet pedig az egy mentális beteg és közveszélyes férfiról szól, aki a társadalmi normák teljes lerombolására törekszik. A program széles körű vitát és kritikát váltott ki. Ellenzéki pártok és politikai elemzők a kezdeményezést a magyar belpolitikai polarizáció mélyüléseként és egy újabb, agresszív, a békepárti narratívától elrugaszkodó kampányeszközként értékelték.
Utóbb az író Palahniuk is reagált a rendezvényre, aki némi iróniával azt nyilatkozta: 
Az ellenzék, ha szerveződne, talán használhatná a harmadik könyvem – a Láthatatlan szörnyek – címét. Az óvatos távol maradóknak pedig ott van politikai zászlóbontáshoz a második könyvem címe: a Túlélő.